# Земельный суд Граца по уголовным делам
Земельный суд Граца по уголовным делам (нем. Landesgericht für Strafsachen Graz (LGS Graz)) — государственный региональный суд компетентной юрисдикции федеральной земли Штирия. Суд расположен в городе Грац.
Адрес суда: 8010 Грац, Конрад-фон-Хётцендорф-Штрасе, 41, тел. +43 316 8047.
Географические координаты Земельного суда Граца по уголовным делам: 47°03′37″ с. ш. 15°26′42″ в. д.
Руководство суда (2016):
- Председатель земельного суда — Магистр Герд Обецхофер;
- заместитель председателя суда — Доктор Харальд Фридрих;
- администратор суда — Томас Антолич.

## Полномочия суда
Земельный суд Граца по уголовным делам является судом региональной инстанции и  рассматривает уголовные дела, поступающие от восьми, существующих в настоящее время, районных судов Штирии, находящихся в территориальной подсудности данного суда (Вайц, Грац-Вест, Грац-Ост, Дойчландсберг, Лайбниц, Фельдбах, Фойтсберг и Фюрстенфельд) за преступления, срок заключения за которые превышает 1 год и за определённые преступления (например, за опасные угрозы), независимо от сроков тюремного заключения. Кроме того, Земельный суд Граца по уголовным делам, является судом второй инстанции и рассматривает апелляции на постановления районных судов Штирии, находящихся в территориальной подсудности данного суда.
Территориальная юрисдикция Земельного суда Граца по уголовным делам охватывает всю юго-восточную часть федеральной земли Штирия и распространяется на штатутарштадт Грац и её семь политических округов: Вайц, Грац-Умгебунг, Дойчландсберг, Зюдостштайермарк, Лайбниц, Фойтсберг и Хартберг-Фюрстенфельд. Вышестоящим судом для него является Высший земельный суд Граца.
⇑

## Здание суда
Земельный суд Граца по уголовным делам размещается в здании на Конрад-фон-Хётцендорф-Штрасе, 41, в котором также находятся прокурор Граца. Доступ в суд через главный вход на Конрад-фон-Хётцендорф-Штрасе.
- Первый этаж: входной контроль, на входе в  суд — судебные офисы 003, 005, 007, 031, 038, 044, противостоящие комнаты для допросов 033 и 035, бухгалтерия и приём платежей, хранилище и помещение для хранения файлов.
- 1-й этаж: прокурор Граца, залы суда 101, 102, копировальный центр.
- 2-й этаж: руководство земельного суда по уголовным делам и его департаменты, зал суда 201.[5]

⇑

## История
Предыстория
Революция 1848 года повлияла существенным образом на австрийскую юрисдикцию того времени, сформировав предпосылки, действующие и по сегодняшний день. Судоустройство, созданное в те времена, существенно не претерпело изменений до нашего времени. Было создано четыре уровня судов следующих типов: районные суды, земельные суды, высшие региональные (апелляционные) суды и Верховный суд. Эти четыре вида судебных инстанций  были дифференцированы по размеру иска или тяжести преступления, вплоть до апелляции принятых ими решений в вышестоящих судах. Верховный суд, как последняя инстанция, уже был в Вене и во времена империи и его функции с 1918 года до сегодняшнего дня (за исключением периода национал-социализма) оставались практически неизменными.
Следующий уровень, ниже Верховного суда, формируется высшими судами. В 1855 году их было во всей империи девятнадцать, а сегодня их осталось в Австрии только четыре, а именно — в Вене, Граце, Инсбруке и Линце. Они действуют в основном в качестве апелляционных судов. Далее следуют так называемые суды первой инстанции. Этот собирательный термин стал необходимым, поскольку, помимо районных судов, были ещё земельные, а также другие специальные районные суды: коммерческие, ювенильные и по вопросам социального и трудового права. Из всех этих судов, существовавших со времён монархии, естественно, уже значительное число не существует. В пределах современной Австрии их было первоначально семнадцать, а в настоящее время  — двадцать после того, как был распущен в 2003 г. Венский суд по делам молодежи.
Иерархия
В настоящее время в юрисдикции Высшего земельного суда Граца — Земельный суд Граца по гражданским делам, Земельный суд Граца по уголовным делам, Земельный суд Клагенфурта и Земельный суд Леобена. Самый низкий уровень юрисдикции, в конечном счёте, формируется в районных судах. В Штирии (в современных границах) было первоначально 45 районных судов, из которых в сферу деятельности (юрисдикцию) Земельного суда Граца по уголовным делам (тогда — просто Земельный суд Граца) подпадали 23. Это количество судов сохранялось довольно длительное время, пока не сократилось до восьми. Районные суды, подпадающие под юрисдикцию Земельного суда Граца по уголовным делам, в настоящее время располагаются в Вайце, Грац-Вест, Грац-Ост, Дойчландсберге, Лайбнице, Фельдбахе, Фойтсберге и Фюрстенфельде. За последние 160 лет помимо судебных слияний и модификации их размеров юрисдикция районных судов изменяется и из-за дифференциации пределов стоимости иска, переименований, что было естественно. Снова и снова на основании предложений или идей для реальной поддержки и изменений в содержании этой организации судебной системы. К примеру, речь шла о реорганизации трибуналов первой инстанции с распространением этой программы на районные суды. Эти суды должны были быть усилены и для того, чтобы отказаться от апелляционных судов. Но это реформирование было заблокировано. Вся система австрийского судоустройства поэтому с середины 19-го века в основном устоялась и осталась практически без изменений в вертикали власти и применяется до сих пор.
Формирование суда
⇑

## Доказательства и источники
- Австрийская информационная система Rechtsinformationssystem des Bundes (RIS)  (нем.)
- Исторические законы и нормативные акты ALEX Historische Rechts- und Gesetzestexte Online  (нем.)
- Географические справочники, 1903÷1908 GenWiki  (нем.)
- Географические справочники GenWiki  (нем.)
- Австрия GenWiki  (нем.)
- Региональный научно-исследовательский портал GenWiki  (нем.)

⇑

## Внешние ссылки
- Немецко-русский переводчик, Google
- Земельный суд Граца по уголовным делам (только районные суды Граца) на веб-сайте Министерства юстиции Австрии  (нем.)
- Географические координаты Земельного суда Граца по уголовным делам: 47°03′37″ с. ш. 15°26′42″ в. д.HGЯO

## Лицензия
- Лицензия: Namensnennung 3.0 Österreich (CC BY 3.0 AT)  (нем.)